# Chiesa dei Santi Vincenzo e Anastasio a Trevi

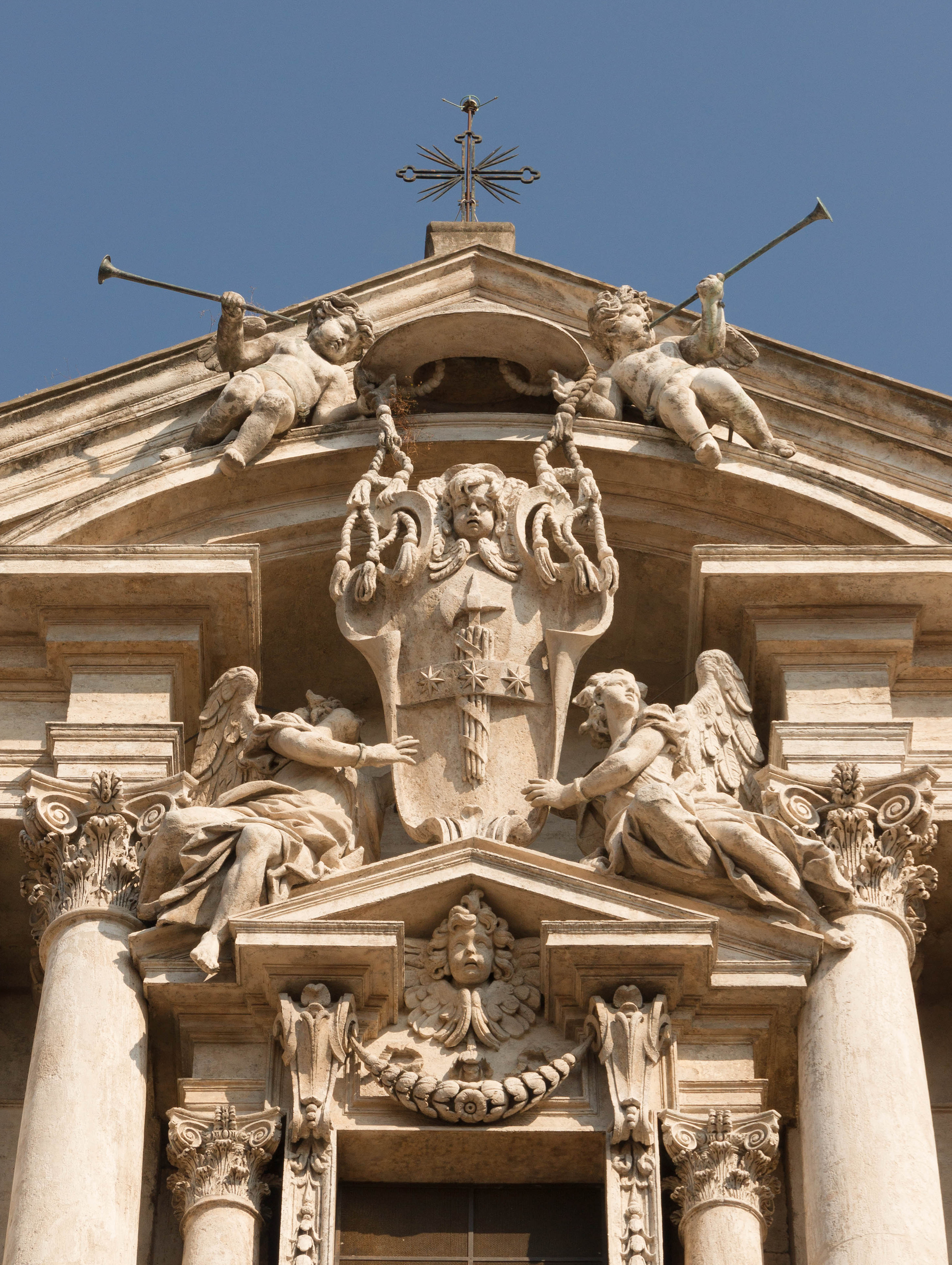
Frontone della chiesa con lo stemma e il cappello del card. Mazarino

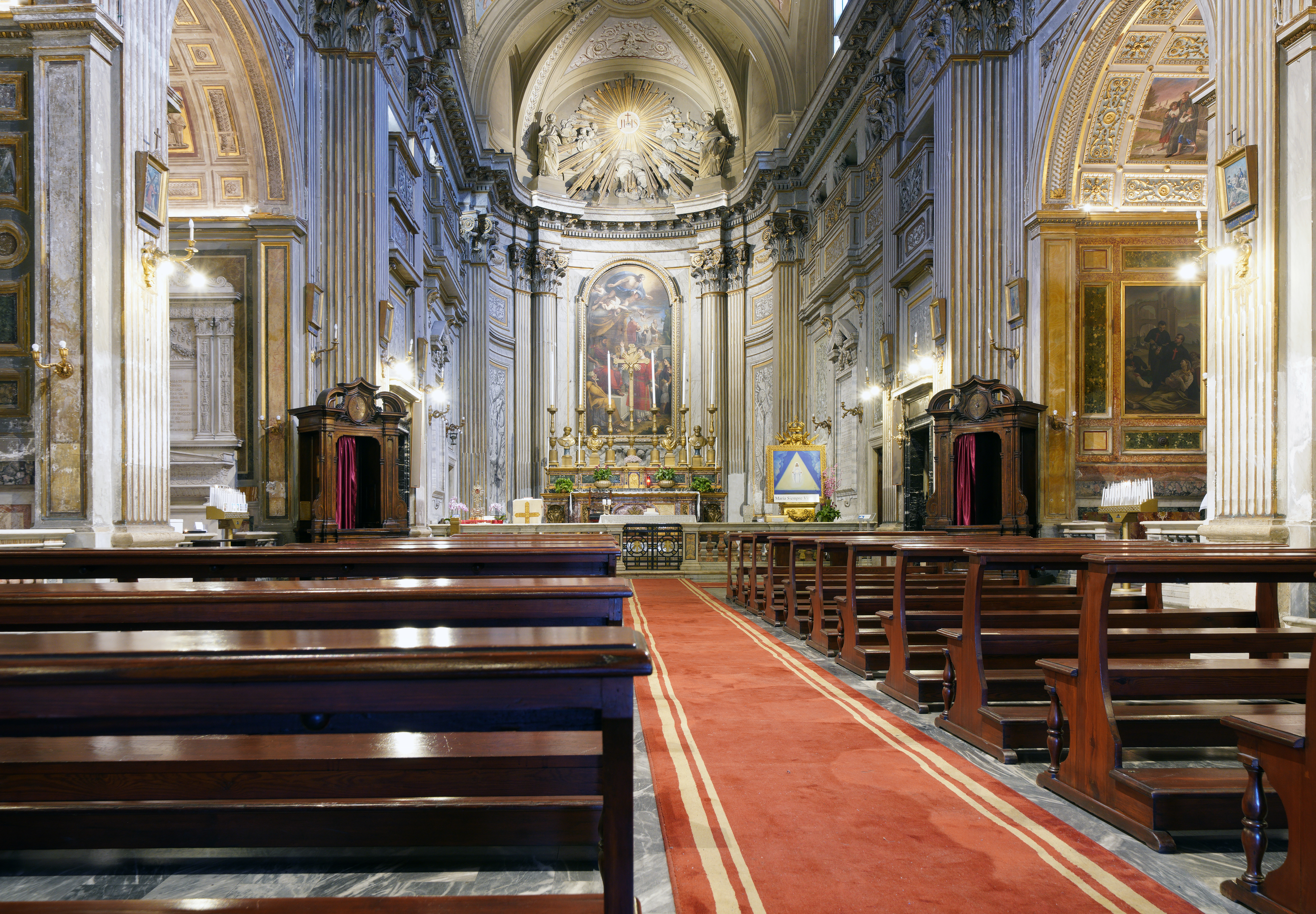
L'interno.

La chiesa dei Santi Vincenzo e Anastasio a Trevi è un luogo di culto cattolico di Roma, situata nel rione Trevi, posta in piazza di Trevi, adiacente alla famosissima omonima fontana settecentesca.

## Storia
Questa chiesa conobbe nel corso della sua storia diverse denominazioni:
- Sant'Anastasio de Trivio era il nome dell'antica chiesa medievale (citata in una bolla di Papa Giovanni XII nel 962.
- Dal 1570 è conosciuta come "Santi Vincenzo ed Anastasio". La chiesa originaria è stata ricostruita in stile barocco per ordine del cardinale Mazzarino. All'epoca fu eretta in parrocchia. In essa si conservano (non esposti ai fedeli) i precordi estratti durante l'imbalsamazione dei papi (ad oggi si conservano le urne di 22 papi - da Sisto V a Leone XIII), sulla quale venne poi costruita l'attuale chiesa nel Seicento. Fu poi conosciuta col nome di Parrocchia pontificia per due motivi: perché il Palazzo del Quirinale, residenza del papa, era ubicato in zona; poi, perché nella chiesa si conservavano i precordi dei pontefici (per questo la chiesa fu definita dal Belli “un museo de corate e de ciorcelli”). Il nome popolare della chiesa fu invece quello di canneto, perché la sua facciata, decorata da 18 colonne, la fa assomigliare ad un canneto.

La chiesa, dunque, ha un'origine medievale. Essa viene annoverata fra le filiali di San Silvestro in Capite in una bolla di papa Giovanni XII del 962. È menzionata pure nei cataloghi del XV secolo. Dal XVI secolo in poi ha assunto la duplice denominazione dei Santi Vincenzo ed Anastasio.
Una caratteristica speciale della chiesa è l'imponente facciata in travertino. La soluzione edilizia posta in angolo si apre fantasiosamente sulla piazza. Una disposizione di colonne corinzie composta da due coppie di colonne messe insieme sottolinea la facciata verticale, e contrasta con le cornici sfalsate orizzontali ed i motivi dei timpani. Nonostante l'imponenza dell'effetto colonna, la facciata è allentata da inserimenti figurativi nella zona superiore. Anche la misura di sfalsare il timpano superiore in tre forme appare efficace.
Due trabeazioni sovrapposte a quella principale, tutte e tre con frontoni arcuati, angolati o spezzati, concentrano l'attenzione sulla riccamente scultorea campata centrale dei due piani della facciata, in una composizione teatrale "più curiosa che esemplare" che trovò pochi imitatori. Il suo denso ammasso di colonne corinzie, dieci nell'ordine inferiore e sei in alto, fanno un totale, con le colonne che fiancheggiano il finestrone del livello superiore, diciotto colonne corinzie completamente disimpegnate, facendo sì che i burloni romani soprannominassero la facciata "il canneto".
L'odierna chiesa barocca fu costruita da Martino Longhi il Giovane tra il 1644 e il 1650 per il cardinale Giulio Mazzarino, il quale volle sulla facciata non solo il suo busto, ma anche quello di Ortensia Mancini, sua nipote, "protetta" di diversi regnanti europei dell'epoca. È l'unico caso in Roma della presenza di una laica nella facciata di una chiesa. Inoltre, sulla sommità della facciata, lo stemma del Cardinale committente è sostenuto da due fanciulle a petto nudo. E questo è ancor più raro per una chiesa a Roma.
La chiesa fa parte del Fondo per gli Edifici di Culto (F.E.C.) dello Stato Italiano. Questa chiesa è stata offerta da Giovanni Paolo II agli ortodossi bulgari nel 2002, che poi si trasferiranno nella chiesa di San Paolo alla Regola nel 2014.
Dal 2017 la gestione pastorale è tornata alla Diocesi di Roma, con la nomina di un sacerdote rettore.

## Descrizione
La facciata, su due ordini, è tra le più caratteristiche della Roma barocca per la forte concentrazione (da alcuni critici ritenuta persino eccessiva) di colonne ed edicole verso la parte mediana del prospetto, al fine di sottolineare l'asse centrale del tempio secondo i canoni scaturiti dopo la Controriforma.
L'interno si presenta ad una sola navata, con tre cappelle per lato. All'altare maggiore un dipinto di Francesco Pascucci con il Martirio dei santi Vincenzo e Anastasio.
Nella chiesa fu sepolto imbalsamato il grafico e incisore trasteverino Bartolomeo Pinelli (1835), ma senza monumento e lapide riconoscitiva, cosicché ancora oggi non è possibile ritrovare tracce della sua sepoltura. L'Istituto nazionale di studi romani pose nella chiesa una lapide, per memoria, nel 1933.

### Interno
L'interno è a navata unica con tre cappelle laterali per lato. L'altare maggiore è sovrastato da una tela di Francesco Pascucci raffigurante il martirio di San Vincenzo e Sant'Anastasio.
Bartolomeo Pinelli, insieme alla principessa Zénaïde Volkonskij nata principessa Belosselskij Belozerskij, suo marito e sua sorella, sono sepolti nella chiesa.
L'interno è stato ridisegnato con un'iconostasi secondo il culto ortodosso.